# Psychotria megalopus
Psychotria megalopus är en måreväxtart som beskrevs av Bernard Verdcourt. Psychotria megalopus ingår i släktet Psychotria och familjen måreväxter. Inga underarter finns listade i Catalogue of Life.